# Colonel Blimp
Pour plus de détails, voir Fiche technique et Distribution.
Colonel Blimp (The Life and Death of Colonel Blimp) est un film britannique de Michael Powell et Emeric Pressburger, sorti en 1943.
Le personnage du Colonel Blimp a été créé par le caricaturiste britannique David Low en 1930.

## Synopsis
Le film commence en 1942 lorsque le major-général Clive Wynne-Candy (Roger Livesey), chef de la Home Guard, supervise un exercice de défense de la zone de Londres. La guerre est censée commencer à minuit, mais les soldats anglais chargés de jouer les Allemands décident d'ouvrir les hostilités plus tôt, considérant que la guerre n'a pas de règles — ou que du moins les Allemands ne les respectent pas. Le major-général est fait virtuellement prisonnier dans un bain turc par le Lieutenant Spud Wilson qui mène les opérations du camp allemand. Wynne-Candy laisse éclater sa fureur et met en avant qu'une telle insubordination n'aurait pas été tolérée quarante ans auparavant. La séquence se termine par un long mouvement de caméra indiquant un retour à l’époque des premiers exploits de Clive Wynne-Candy quatre décennies auparavant.
Guerre des Boers
L’action se déroule en 1902 et Clive Candy est alors un jeune officier anglais qui a reçu la Victoria Cross pour ses hauts faits d'armes lors de la guerre des Boers. Candy se montre alors tout aussi impertinent envers ses supérieurs que les soldats anglais de 1942. Il reçoit, via un ami, la lettre d'une dénommée Edith Hunter (Deborah Kerr), une anglaise installée à Berlin qui enseigne l'anglais, alarmée par la propagande anti-anglaise qui sévit en Allemagne. Cette propagande est orchestrée par l’un des prisonniers de guerre de Clive Candy : Kaunitz. Contre l'avis de ses supérieurs, Candy se rend dans la capitale teutonne et rencontre Edith Hunter dans un café que fréquente Kaunitz. Pour attirer l'attention de ce dernier, Candy demande à l'orchestre de jouer un extrait de l'opéra d'Ambroise Thomas, Mignon, extrait auquel Kaunitz est devenu allergique après l'avoir entendu en boucle pendant son emprisonnement en Afrique du Sud. Lors de la confrontation qui s’ensuit entre les deux hommes, Candy porte atteinte à l’honneur de l’armée allemande : un duel au sabre de cavalerie est dès lors requis entre Clive Candy et un officier allemand choisi au hasard : Theodore Kretschmar-Schuldorff (Anton Walbrook). Les deux hommes sont blessés lors du duel et lors de leur séjour en maison de convalescence, les deux adversaires deviennent amis malgré leur nationalité différente. Edith Hunter vient fréquemment leur rendre visite. Theodore annonce à Clive ses sentiments envers Edith. Clive se montre ravi par cette intrigue entre ses deux amis et les pousse l’un vers l’autre avec succès. Néanmoins, de retour à Londres, Clive se rend compte trop tard des sentiments qu’il éprouve lui-même envers Edith.
Première Guerre mondiale
Les années passent et Clive Candy est désormais général de brigade à la fin de la Première Guerre mondiale lors de l'arrivée des troupes américaines. En France, il rencontre Barbara Wynne, une jeune infirmière dont la ressemblance physique avec Edith est frappante (Deborah Kerr joue à la fois les rôles d’Edith et de Barbara). De retour en Angleterre, Clive et Barbara se revoient en soirée et une complicité nait entre eux et aboutit au mariage malgré leurs 20 ans de différence.
Par ailleurs, Clive parvient à retrouver Theodore dans un camp de prisonniers allemands en Angleterre. Il vient le saluer mais Theodore ne montre aucune sympathie envers son ancien ami et préfère l’ignorer devant ses compatriotes allemands. Peu après, sur le point d’être rapatrié en Allemagne, Theodore appelle Clive par téléphone pour présenter ses excuses pour son attitude et vient rendre visite à son ancien ami sur invitation de celui-ci. L'allemand lui exprime ses sentiments très pessimistes sur l’avenir de l’Allemagne à la suite de la défaite militaire et à l'annonce du traité de Versailles.
Barbara et Edith Hunter meurent pendant l'Entre-deux-guerres et Clive Wynne-Candy prend sa retraite en 1935.
Seconde Guerre mondiale
En 1939, Theodore se trouve en Angleterre pour demander l'asile politique mais est sur le point d’être expulsé du pays à cause de sa nationalité allemande. Dans une séquence clé du film, face à un responsable de l’administration britannique, Theodore raconte son éloignement de ses propres enfants lorsque ceux-ci ont adopté l’idéologie nazie et son choix de revenir en Angleterre à la suite de la mort d’Edith pour fuir le régime allemand. Clive arrive alors et se porte garant de la bonne foi de son ancien ami.
Il révèle à Theodore les sentiments qu’il a toujours éprouvés envers Edith et dont il s’est rendu compte trop tard et admet s'être marié avec Barbara uniquement pour sa ressemblance physique avec Edith. Theodore remarque par ailleurs cette ressemblance physique entre Angela « Johnny » Cannon, que Clive a choisie comme chauffeur à la suite de la mort de sa femme, et Edith Hunter (Deborah Kerr joue les différents rôles).
Le vieille officier anglais doit donner un discours aux troupes britanniques sur les ondes de la BBC au moment de l’évacuation de Dunkerque. Conservant les « anciens codes » des honneurs de la guerre, Clive souhaite annoncer qu’il vaut mieux perdre la guerre en utilisant des moyens légaux, plutôt que la gagner en utilisant les méthodes « barbares » des Nazis. Néanmoins, le discours est annulé au dernier moment et Theodore convainc son ami que cette vision de la guerre est dépassée. Il lui explique qu’il faut être prêt à tout pour éviter une victoire nazie qui serait catastrophique pour le Monde libre.
Clive Candy, malgré sa retraite, décide de s’investir dans la Home Guard et sa longue expérience militaire lui permet de donner des conseils avisés à ses subordonnés. Sa maison est néanmoins bombardée lors du Blitz et remplacée peu après par une citerne à ciel ouvert. Clive doit s'installer dans le bâtiment des bains turcs. Peu après, l'exercice d’entraînement de la Home Guard doit débuter : le film revient ainsi aux premières séquences d’ouverture. On apprend que le Lieutenant Spud Wilson, qui arrête Clive Candy, est le compagnon d’Angela Cannon (chauffeur de Clive) et qu’il a ainsi pu apprendre où trouver le chef de la Home Guard et comment l'arrêter.
Par la suite, Angela et Theodore retrouvent Clive, fait prisonnier dans le cadre de l'exercice. Le film se termine sur des séquences plus introspectives vis-à-vis du personnage de Clive. Ce dernier se souvient avoir refusé une invitation de son supérieur après avoir créé l’incident diplomatique lié à Kaunitz quarante ans plus tôt et regrette amèrement son refus. En contrepartie, il invite à son tour le Lieutenant Spud Wilson à dîner en compagnie d’Angela.
Le film se termine par un salut de Clive Candy souriant à la nouvelle garde qui défile.

## Fiche technique
- Titre original : The Life and Death of Colonel Blimp
- Titre français : Colonel Blimp
- Réalisation : Michael Powell et Emeric Pressburger
- Scénario : Michael Powell et Emeric Pressburger
- Direction artistique : Alfred Junge
- Costumes : Joseph Bato
- Photographie : Georges Périnal
- Son : C.C. Stevens, Desmond Dew
- Montage : John Seabourne
- Musique : Allan Gray
- Production : Michael Powell, Emeric Pressburger, assistés de Richard Vernon
- Sociétés de production : The Archers, Independent Producers
- Sociétés de distribution :
  -  Royaume-Uni General Film Distributors
  -  France Dismage
- Pays d'origine :  Royaume-Uni
- Langues originales : anglais, français, allemand
- Format : couleur (Technicolor) — 35 mm — 1,37:1 — son Mono (Western Electric Microphonic Recording)
- Genre : Drame
- Durée : 163 minutes
- Dates de sortie :
  - Royaume-Uni : 10 juin 1943 (première à Londres)
  - France : 1er avril 1953

## Distribution
- Roger Livesey : Clive Wynne-Candy
- Deborah Kerr : Edith Hunter / Barbara Wynne / Angela « Johnny » Cannon
- Anton Walbrook : Theodore "Théo" Kretschmar-Schuldorff
- James McKechnie : Spud Wilson
- Neville Mapp : Stuffy Graves
- Vincent Holman : Le portier du club (1942)
- Spencer Trevor : Period Blimp
- Roland Culver : Le colonel T.H. Betteridge
- James Knight : Le portier du club  (1902)
- Albert Lieven : Von Ritter
- Arthur Wontner : L'attaché d'ambassade
- David Hutcheson : Hoppy
- Ursula Jeans : Frau von Kalteneck
- John Laurie : L'aide-de-camp puis majordome Murdoch
- Harry Welchman : le Major Davies
- Reginald Tate : Van Zijl
- A.E. Matthews : Le président du tribunal
- Carl Jaffe : Von Reumann
- Valentine Dyall : Von Schönborn
- Muriel Aked : Tante Margaret
- Felix Aylmer : L'évêque
- Frith Banbury : « Baby-Face » Fitzroy
- Dennis Arundell : Le chef d'orchestre du café berlinois
- David Ward : Kaunitz
- Jan Van Loewen : Le citoyen indigné
- Eric Maturin : Le colonel Goodhead
- Robert Harris : Le secrétaire d'ambassade
- Theodore Zichy (alias le « comte Zichy ») : Le colonel Borg, l'arbitre du duel
- Jane Millican : L'infirmière Erna
- Phyllis Morris : Pebble
- Diana Marshall : Sybil Hopwell
- W. H. Barrett : Le Texan
- Thomas Palmer : Le sergent
- Yvonne André : La nonne
- Marjorie Gresley : L'infirmière-en-chef
- Helen Debroy : Mrs. Wynne
- Norman Pierce : Christopher Wynne
- Edward Cooper : Le responsable de la B.B.C.
- Joan Swinstead : La secrétaire

Acteurs non crédités
- John Boxer : un soldat
- Desmond Jeans : le barman
- Ferdy Mayne : un étudiant prussien
- Norris Smith : Napoleon Armstrong (1918)
- John Varley : un soldat
- Patrick Macnee : un figurant

## Production
Le tournage se déroule aux Denham Film Studios dans le Buckinghamshire près de Londres. Deborah Kerr, qui était alors au début de sa carrière, s'y voit offrir trois rôles différents.
Les uniformes que l'on voit sont des vrais : en effet, du fait de la guerre, Michael Powell n'avait pas les moyens de fabriquer de faux uniformes en grande quantité, aussi en a-t-il emprunté à l'armée britannique sans vraiment en référer à l'état-major[réf. souhaitée].
La prouesse de l'utilisation de la technique Technicolor trichrome a été saluée par la critique.

## Sortie
Le film a été distribué sous un autre titre : The Adventures of Colonel Blimp. Il n'est sorti en France que dix ans plus tard, en partie en raison de la Seconde Guerre mondiale.

## Postérité
En 2012, lors du sondage des 100 meilleurs films du monde de Sight and Sound — une revue britannique de cinéma —, Colonel Blimp arrive en 93e position pour le sondage auprès des critiques.

## Liens avec l'univers d’Arthur Conan Doyle
Cette section ne s'appuie pas, ou pas assez, sur des sources secondaires ou tertiaires indépendantes du sujet.

Pour l'améliorer, ajoutez-en, ou placez des modèles {{Source secondaire souhaitée}} ou {{Source secondaire nécessaire}} sur les passages mal sourcés. (mars 2022)
Le film comporte une allusion à Sherlock Holmes et à son créateur. Un personnage secondaire nommé « Lieutenant Watson » rappelle qu'Arthur Conan Doyle a soutenu fermement l'intervention britannique en Afrique du Sud lors de la guerre des Boers.
Par ailleurs, lors du même dialogue, Watson évoque sa passion pour les aventures de Sherlock Holmes, qu'il lit dans le Strand Magazine depuis 1891, et dit attendre la prochaine aventure du détective avec impatience. Il cite un extrait du Chien des Baskerville illustrant l'ironie du détective : « I really think that you will be more comfortable outside than in » (« Je crois vraiment que vous serez plus à l'aise dehors que dedans »), phrase prononcée par Sherlock Holmes à la fin du chapitre onze du roman envers le Docteur Watson alors que ce dernier pense attendre un criminel dans une cabane primaire construite sur la lande de Dartmoor.
Enfin, le film reprend certains noms des aventures de Sherlock Holmes, notamment le prénom « Sherlock » repris à la fin d'une lettre par référence explicite, une miss « Hunter » (Violet Hunter dans Les Hêtres rouges), ainsi que « Watson ».

## Le Colonel Blimp de David Low
Le personnage joué par Roger Livesey est inspiré d'un stéréotype humoristique de « vieille baderne » militaire crée par David Low , un très mordant caricaturiste britannique (originaire de Nouvelle Zélande). Engagé à gauche mais refusant d'être un « pacifiste bêlant », et donc par la suite soutien de Winston Churchill contre les « appeasers » (la fraction du parti conservateur britannique engagée dans une politique qui mènera à la déshonorante reculade diplomatique de Münich) David Low avait créé un personnage symbolisant l'establishment militaro-politique britannique le plus conservateur, voire réactionnaire, en retard d'une (voire deux ou trois) guerres, très infatué de lui même et gonflé d'une assurance outrée  . Le nom même de Blimp (en argot militaire anglais les ballons d'observation connus comme « saucisses » (Fr) ou « Drachens » (All) durant la guerre de 14) évoque cette enflure auto-satisfaite.
Le Colonel Blimp de David Low est un militaire en retraite au corps rond et dodu, et au moustaches tombantes (évoquant vaguement un morse anthropomorphe), du genre « vieux scrogneugneu » qui profère des jugements définitifs sur les évènements de l'actualité militaire et politique depuis la piscine d'un bain turc . La plupart du temps il est vêtu d'une simple serviette de bain enroulée autour de sa vaste bedaine.
Au cours de la seconde guerre mondiale David Low utilisera abondamment ce personnage pour critiquer les désastres militaires britanniques comme par exemple la piteuse défaite de Singapour (dans une vignette intitulée Bimpapour).